# Église Saint-Médard de Blangy-sous-Poix
Pour les articles homonymes, voir Église Saint-Médard.
L'église Saint-Médard de Blangy-sous-Poix est une église catholique située à Blangy-sous-Poix, dans le département de la Somme, en France, au sud-ouest d'Amiens.

## Historique
La construction de l'église remonte au XIIe siècle . Son clocher est protégé au titre des monuments historiques : classement par arrêté du 27 août 1907.
Manassès, son fondateur, seigneur de Blangy en avril 1229, s'en était réservé la présentation avant de la céder en 1232 à l'évêque.

## Caractéristiques
Sur le côté nord de l'église, une petite tour datant du premier quart du XIIe siècle, passe, à mi-hauteur, du plan rectangulaire au plan octogonal au moyen de trompes trahies extérieurement par des petits toits de pierre à deux rampants triangulaires. La lanterne supérieure est complètement ajourée par huit baies géminées en plein cintre recoupées chacune par un petit pilier supportant les tympans. Les chapiteaux offrent une variété de volutes et de billettes . C'est l'un des rares témoignages de l'art roman dans cette partie de la Picardie .